# Les Douze Frères

Les Douze Frères (en allemand Die zwölf Brüder) est un conte populaire allemand qui figure parmi ceux recueillis par les frères Grimm dans le premier volume de Contes de l'enfance et du foyer (Kinder- und Hausmärchen, 1812, n° KHM 9).
Le conte est originaire de Zwehrn dans le nord de la Hesse, mais l'épisode où la fillette découvre qu'elle a douze frères en voyant les chemises vient d'une autre version, également originaire de Hesse. Le conte a été repris par Andrew Lang dans The Red Fairy Book sous le titre The Twelve Brothers.
Parmi les autres récits de ce type, citons Les Six Cygnes, Les Oies sauvages, Les Sept Corbeaux et Les Cygnes sauvages.

## Résumé
Un roi et une reine d'antan ont douze fils, et vivent heureux. Hélas ! alors que la reine attend son treizième enfant, le roi lui dit : Si tu as une fille, nos garçons devront mourir afin qu'elle seule hérite du royaume.
La reine est si triste que Benjamin, son plus jeune enfant, la presse de questions. En sanglotant, elle finit par lui révéler l'horrible sort qui les attend, lui et ses frères.
Elle dit à son fils d'aller vivre un moment en compagnie de ses frères dans la forêt toute proche. Ils devront se relayer en haut d'un arbre pour surveiller le donjon du château. Si le treizième enfant est un garçon, elle y hissera un drapeau blanc, mais s'il s'agit d'une fille, le drapeau sera rouge, et les garçons devront fuir. Les fils suivent les instructions de la reine. Le onzième jour, c'est au tour de Benjamin de faire le guet, et c'est lui qui aperçoit enfin le drapeau, qui est rouge. Il avertit ses frères, qui se mettent en colère et promettent, pour se venger, de tuer toutes les filles qu'ils rencontreront désormais.
Les douze frères s'enfoncent au cœur de la forêt sombre et trouvent une petite maison enchantée. On décide que Benjamin restera à la maison pour s'occuper du ménage, tandis que ses frères partiront chercher de quoi manger. Ils prennent des lièvres, des chevreuils, des oiseaux, des pigeons, et tout ce qu'ils peuvent trouver comme nourriture. Ils vivent ainsi pendant dix ans.
Entre-temps, leur sœur a grandi. Elle a le cœur bon, est très belle et porte une étoile d'or au front. Un jour de grande lessive, elle aperçoit douze petites chemises sur le séchoir et interroge sa mère à leur sujet. Sa mère lui raconte alors l'histoire de ses frères, condamnés à errer dans le monde, et elle lui montre les douze cercueils. La fillette décide de partir à la recherche de ses frères et emporte les douze chemises.
Le soir-même, elle arrive à la maisonnette enchantée, où elle rencontre Benjamin. Bientôt, frère et sœur se reconnaissent et, en larmes, tombent dans les bras l'un de l'autre. Benjamin, cependant, la prévient de la promesse que se sont faite les onze autres frères. La fillette accepte de mourir, si cela doit les délivrer tous. Benjamin, au lieu de cela, la cache sous un baquet et attend que les autres reviennent de la chasse. Quand ils arrivent, il leur dit qu'il en sait plus qu'eux, bien qu'il soit resté à la maison. Les autres veulent savoir de quoi il s'agit mais, avant de parler, Benjamin leur fait promettre de renoncer à tuer la première fille qu'ils rencontreront, ce qu'ils font. Leur sœur, alors, sort de sa cachette, et tous s'embrassent.
La fillette décide de vivre avec ses frères, aidant Benjamin aux tâches ménagères. Ils vivent heureux ensemble, jusqu'au jour où la petite, voulant faire un cadeau à ses frères, cueille douze lis dans le jardin. Aussitôt que les fleurs blanches sont cueillies, les douze garçons se transforment en corbeaux et s'envolent par-dessus la forêt. La maison et le jardin disparaissent également. La fillette se retrouve seule et, soudain, voit une vieille femme, qui vient vers elle et lui explique que les fleurs étaient ses frères et qu'à présent qu'elles sont cueillies, ils resteront corbeaux pour toujours. La fillette demande à la vieille s'il existe un moyen de délivrer ses frères et apprend que, si elle veut les revoir, elle doit se taire et ne pas rire durant sept années ; si elle parle ou rit, ses frères mourront. Elle part, trouve un arbre et monte à son sommet, décidée à garder le silence et son sérieux sept ans durant.
Un jour, un roi chasse dans la forêt avec son lévrier et découvre l'arbre et la jeune fille qui y vit perchée. Il la trouve belle, avec son étoile dorée sur le front et, aussitôt, la demande en mariage. Elle accepte. Il l'emmène sur son cheval jusqu'au château et fait d'elle sa reine. Après quelques années vécues dans le bonheur, la mère du roi, qui a pris en grippe sa bru, se met à la dénigrer et à la calomnier, disant que ce n'est qu'une vulgaire mendiante. Elle lui reproche de ne pas rire, car qui ne rit pas a mauvaise conscience. La marâtre se démène si bien et si longtemps qu'elle finit par convaincre son fils, et le roi condamne la reine au bûcher.
Le roi regarde, les yeux pleins de larmes, le bûcher que l'on dresse dans la cour du château. C'est alors, cependant, juste au moment où la reine est attachée au poteau du supplice et où, déjà, des flammes commencent à lécher ses vêtements, que prennent fin les sept années de malédiction. On voit arriver les douze corbeaux qui, en se posant sur le sol, retrouvent leur apparence humaine. Aussitôt, ils éteignent le feu et délivrent leur sœur, qui recouvre l'usage de la parole et peut ainsi par la suite s'expliquer devant le roi. Tous peuvent dès lors vivre ensemble heureux jusqu'à leur mort. Quant à la vilaine marâtre, elle est jugée et meurt après avoir été condamnée à être enfermée dans un tonneau rempli de serpents venimeux et d'huile bouillante.

## Classification et analogies
La classification Aarne-Thompson-Uther, qui regroupe les contes populaires par contes-types, range Les Douze Frères sous la rubrique AT 451 (« La Petite Fille qui cherche ses frères »).
Les Six Cygnes (Die sechs Schwäne, KHM 49) et Les Sept Corbeaux (Die sieben Raben, KHM 25) appartiennent également à cette rubrique.
On trouve des récits comparables à ces trois contes en Italie (Les Sept Colombes dans le Pentamerone de Giambattista Basile, XVIIe siècle) et en Norvège (Les Trois Canards sauvages, inclus par Moe et Asbjørnsen dans leur Recueil de contes populaires norvégiens, 1841-1844).
Delarue et Tenèze proposent une version nivernaise, La Femme du capitaine, pour illustrer le conte-type AT451, et fournissent 36 références. Ils signalent, à la suite de Stith Thompson, que ce conte « est répandu dans toute l'Europe, l'Asie mineure et l'Afrique du nord », et notent sa complexité, cause de versions tronquées. Deux versions du Velay ont été analysées par Emmanuel Cosquin dans Les Contes indiens et l'Occident. Comme pour le conte-type AT450 (Petit-frère et Petite-sœur, Alionouchka et Ivanouchka), les versions nivernaises comportent généralement des parties chantées.
Une autre version nivernaise, Les Sept Frères, publiée par Achille Millien dans Paris-Centre le 5 juillet 1909 et reproduite par Françoise Morvan, présente de nombreux motifs communs avec d'autres contes connus : L'Amour des trois oranges (la marraine fée dans l'orange ; voir Les Trois Cédrats) ; Dame Holle (l'objet que la petite fille laisse tomber au fond d'un puits), Blanche-Neige et Boucles d'or (l'arrivée chez ses frères, similaire à celle de Blanche-Neige chez les sept nains et de Boucles d'or chez les trois ours) ; le motif du feu que l'héroïne laisse s'éteindre (voir Vassilissa-la-très-belle) ; celui de l'ogre qui suce le sang de l'enfant par le doigt (motif G332.1)... Il partage toute une partie commune (à partir du moment où la jeune fille, une fois ses frères transformés en animaux, s'en va à l'aventure avec le seul qui ne s'est pas enfui dans la forêt) avec AT450 (Petit-Frère et Petite-Sœur), qui comporte des passages chantés analogues. Il présente également des points communs avec Les Trois Fils d'or / L'Oiseau de vérité (la jeune reine faussement accusée d'avoir mis au monde un animal, AT707), Le Fidèle Jean (la scène finale où le roi retrouve, « dans une belle chambre, sa femme et ses deux enfants, frais et bien nourris »... Millien précise en note qu'il avait recueilli d'autres versions présentant des épisodes différents, et il mentionne comme analogies Les Six Cygnes des frères Grimm et un conte irlandais de Patrick Kennedy (en) ; Delarue et Tenèze notent également une analogie avec le thème des Enfants-cygnes, que l'on trouve dès le XIIe siècle dans le Dolopathos du moine lorrain Jean de Haute-Seille (Johannes de Alta Silva).
Le conte a également circulé en Russie. Irina Karnaoukhova, dans son recueil Contes et légendes du Nord, présente une version recueillie à Mezen (près d'Arkhangelsk) et intitulée Вороны (Vorony, « Les Corbeaux »). Le motif des fleurs coupées y est remplacé par celui de l'interdiction d'embrasser un proche parent (la jeune fille embrasse ses frères retrouvés, ce qui les transforme en corbeaux). Elle doit ensuite garder le silence pendant sept ans, tout en cousant douze chemises en fil d'ortie. Lorsque ses frères-corbeaux arrivent pour la sauver du bûcher, elle n'a pas terminé la dernière chemise, de sorte que si tous les frères retrouvent leur forme humaine, le dernier a perdu un bras. La marâtre n'est pas évoquée dans cette version.

## Commentaires
Pierre Péju commente ce récit dans son ouvrage La Petite Fille dans la forêt des contes (voir Bibliographie). Il souligne le « désir équivoque » initial du père, son « fatalisme meurtrier » et l'atmosphère d'angoisse qui entoure la naissance de la fille, treizième enfant, et signalée d'ailleurs par un « drapeau sanglant » ; atmosphère bien différente de celle du début de Blanche-Neige, où la reine rêve tranquillement à une fille en regardant tomber la neige. La petite fille est d'emblée marquée au sceau de la culpabilité, qui éclatera à nouveau lorsqu'elle fera transformer, bien malgré elle, ses frères en corbeaux. La période d'activité autonome, d'aventures forestières et de jeu qu'elle aura vécue jusque-là, et pendant laquelle elle est vraiment elle-même (Péju remarque qu'elle ne manifeste aucune intention de retourner au château avec ses frères, contrairement à ce qu'on attendrait) se payera donc ensuite par une longue période de soumission, d'abdication de toute activité ou initiative : « sept ans sans parler et sans rire », jusqu'à ce que finalement elle rentre dans le rang en se révélant bonne épouse. Péju oppose cette beauté de petite fille des bois, de sauvageonne libre, à la beauté de conformité à la féminité (celle qui rend la marâtre de Blanche-Neige jalouse). Selon lui, la beauté de l’être-petite-fille tient au fait qu'elle se tient en marge de la pensée dominante et de la différence des sexes, point de vue bien différent de celui de Bruno Bettelheim.
Nicole Belmont a étudié de manière détaillée diverses versions du conte-type La Petite Fille qui cherche ses frères, mentionnant notamment une version vendéenne recueillie par Geneviève Massignon, La Boule rouge ; une version bretonne de Paul Sébillot ; une version scandinave, Les Douze Canards sauvages (George Dasent). Elle s'attache en particulier à l'angle psychanalytique et aussi sociétal du conte. Elle mentionne une probable dimension incestueuse à propos de la métamorphose des frères en animaux (déshumanisation), mais ne propose pas d'interprétation unique.